# حلول (فیلم ۲۰۱۴)
اوتار 
(به تلوگویی: Avatharam) یا حلول (به انگلیسی: Incarnation) فیلمی هندی محصول سال ۲۰۱۴ و به کارگردانی کودی راماکریشنا است. در این فیلم بازیگرانی همچون رادیکا کوماراسوامی، بهانوپریا و ریشی ایفای نقش کرده‌اند. اوتار به معنی «حلول [ــِــ رَبّ‌النوع]» در آیین هندو است.